# 池田公園
池田公園（いけだこうえん）は、愛知県名古屋市中区栄四丁目にある街区公園である。

## 概要

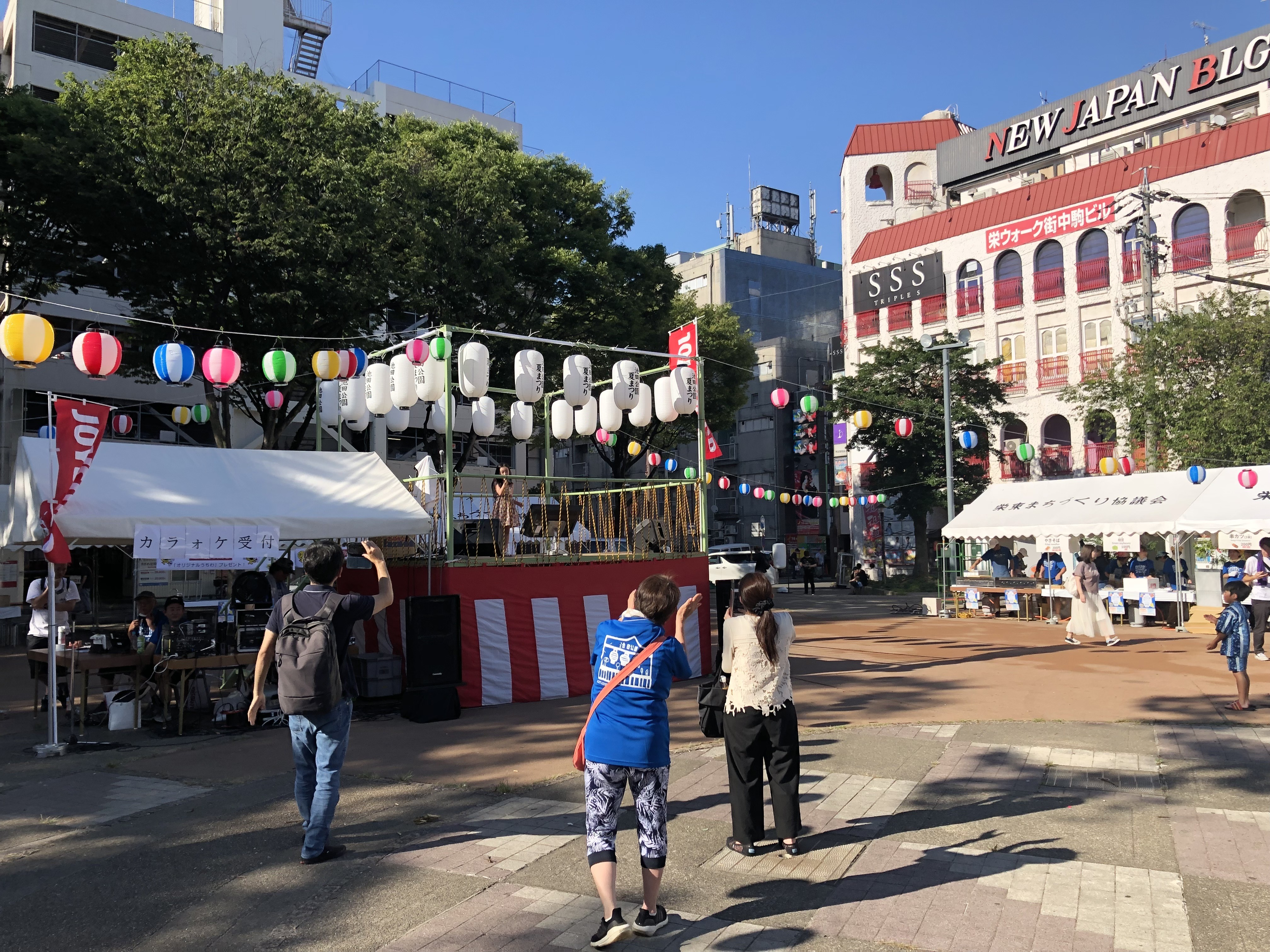
第52回池田公園夏祭り（2023年7月17日・18日開催）

名古屋市の代表的歓楽街の一つ、女子大小路（別名「栄ウォーク街」、栄四丁目）に位置している。栄駅と矢場町駅からはほぼ等距離である。公園周辺には、ラブホテルや風俗店、外国人パブ（特にフィリピンパブなど）、ゲイバー（後述）などが多い。公園内には遊具とオブジェが置かれ、中央部に噴水、北東に男女兼用の公衆便所、南西に愛知県警察中警察署池田交番がある。
1969年（昭和44年）から毎年7月に「池田公園夏祭り」が開催され、2001年（平成13年）からは毎年11月にクリスマスイルミネーションの点灯が行なわれている。

## ゲイカルチャー
池田公園周辺にはゲイバーが多く、中部日本一のゲイカルチャーの発信地でもある。2001年（平成13年）に『Nagoya Gay Revolution』として池田公園でイベントが開催され、翌2002年（平成14年）からは毎年6月にレズビアンも加えたフェスティバル『Nagoya Lesbian & Gay Revolution』（NLGR）が行われた。2011年（平成23年）からは『Nagoya Lesbian & Gay Revolution Plus』（NLGR+）とタイトルを改め、LGBTコミュニティ・セクシャルマイノリティ全般を対象とするようになった。
お祭りとは別に国立病院機構名古屋医療センターや高山厚生病院の院長で血液内科の内海眞医師を中心としてHIVの検査と相談の催しが行われている 。